# Edwin John Luce
Edwin John Luce, né au Passage à Saint-Laurent (Jersey) en 1881 et mort à Saint-Hélier en 1918 était un écrivain, journaliste et poète de langue normande. Il était connu tous ses amis sous le nom de Jock Luce et son nom de plume était Élie.
E. J. Luce était reporter pour toutes les affaires des États de Jersey, de la Cour Royale, de la Petite Cour et des Assemblées des Paroisses. Il écrivait, en tant que rédacteur de la Nouvelle Chronique puis des Chroniques de Jersey, sur tous les événements du jour.
En 1900, sa poésie en jersiais paraît dans les almanachs de la Nouvelle Chronique de Jersey. Cet homme de qualités extraordinaires et bon écrivain en jersiais, français et anglais n’en possédait pas moins une remarquable compréhension de la nature humaine. Toute sa prose et ses poésies faisaient l’admiration de tous les écrivains jersiais et ceux qui disent que le jersiais n’a ni grammaire ni orthographe se convaincront aisément du contraire en le lisant.
C’était le frère de Philippe William Luce.